# Kalliosaaret (ö i Norra Karelen, Joensuu, lat 62,72, long 30,45)
Kalliosaaret är en ö i Finland. Den ligger i sjön Maaselkä och i kommunen Joensuu i den ekonomiska regionen  Joensuu ekonomiska region  och landskapet Norra Karelen, i den sydöstra delen av landet, 400 km nordost om huvudstaden Helsingfors. Öns area är 0,3 hektar och dess största längd är 150 meter i sydöst-nordvästlig riktning.  Notera att namnet antyder att det är fråga om flera öar.